# László Kerekes (episcop)

Stema episcopală a lui László Kerekes

László Kerekes (n. 23 iulie 1968, Târgu Secuiesc, Covasna, România) este un cleric romano-catolic român de etnie maghiară, care îndeplinește funcția de episcop auxiliar⁠(d) al Arhidiecezei de Alba Iulia (din 2000).

## Biografie
S-a născut în 23 iulie 1968 în orașul Târgu Secuiesc într-o familie de etnie maghiară și a copilărit în satul Ghelința. A învățat mai întâi la școala din Ghelința și apoi la Târgu Secuiesc. Dornic să devină preot, a urmat cursurile Seminarului Minor (Școala de Cantori) din Alba Iulia în perioada 1984–1986, după care a efectuat serviciul militar obligatoriu până în 1987. A studiat apoi la Institutul Teologic Romano-Catolic din Alba Iulia din 1987 până în 1990 și apoi și-a continuat studiile la Seminarul Central și Academia Teologică din Budapesta până în 1992. După încheierea studiilor universitare, a fost hirotonit preot la 16 mai 1993 în biserica Parohiei Ghelința de către György Jakubinyi, episcop auxiliar al Arhidiecezei de Alba Iulia, și a fost încardinat în Arhidieceza de Alba Iulia.
A urmat studii de drept canonic la Universitatea Saint Paul⁠(d) din Ottawa (Canada) în perioada 1992–1994, pe care le-a finalizat cu licență. S-a ocupat în acest timp de îngrijirea pastorală a credincioșilor vorbitori de limba maghiară. După întoarcerea în țară a îndeplinit diferite sarcini pastorale și formative în cadrul Arhidiecezei de Alba Iulia: prefect de disciplină, profesor de drept canonic și omiletică la Seminarul Major din Alba Iulia și funcționar la Tribunalul bisericesc pentru căsătorii. În anul 2000 a plecat din nou în Canada pentru a urma cursuri de doctorat la Universitatea Saint Paul și a devenit doctor în drept canonic în anul 2004. A colaborat în aceeași perioadă cu Parohia „Sfântul Ignațiu din Antiohia” pentru pastorația credincioșilor de limba maghiară. În anul 2004 s-a întors în România și a fost numit paroh al Parohiei „Fericitul Eusebiu” din Târgu Secuiesc; a îndeplinit, în paralel, funcțiile de membru al Consiliului prezbiteral⁠(d) și al Tribunalului bisericesc din Alba Iulia.
Papa Francisc l-a numit episcop titular⁠(d) de Tharros⁠(d) și episcop auxiliar al Arhidiecezei de Alba Iulia în 26 mai 2020. Arhiepiscopul romano-catolic de Alba Iulia, Gergely Kovács, l-a hirotonit episcop la 29 august 2000 în Bazilica Sfânta Maria din Șumuleu Ciuc. Co-consacratori au fost predecesorii săi György Jakubinyi (arhiepiscop emerit de Alba Iulia) și József Tamás (episcop auxiliar emerit de Alba Iulia).